# Quruzma
Quruzma è un comune dell'Azerbaigian situato nel distretto di Sabirabad. Conta una popolazione di 1 917 abitanti.